# Волоснец кистистый
Волосне́ц кисти́стый (лат. Léymus racemósus) — многолетнее травянистое растение; вид рода Колосняк (Leymus) семейства Злаки (Poaceae).

## Ботаническое описание
Многолетние длиннокорневищные растения.
Стебли 50—100 (до 150) см высотой, крепкие, толстые, под колосом голые и гладкие.
Листья плоские или свёрнутые, на верхней стороне с толстыми сильно шероховатыми жилками, на нижней голые.
Колосья обычно крупные (15—30 см длиной, 1—2 см шириной), толстые, постепенно суженные к верхушке, колоски по три — пять на уступе. Ось колоса по краям реснитчатая, в остальной части голая, в том числе и под уступами колоса. Колосковые чешуи ланцетно-шиловидные, по спинке и краям голые и гладкие, равны или длиннее нижнего цветка. Нижние цветковые чешуи с пятью — семью заметными жилками, безостые или с коротким (до 1 мм) толстым остриём, в нижней части длинно- и густоволосистые, к верхушке оголяющиеся. Верхние цветковые чешуи по килям голые и гладкие, очень редко шероховатые в верхней четверти от немногих очень коротких шипиков. Цветёт в мае — августе. Анемофил.
Число хромосом: 2n=28 (56).

## Распространение и экология
Местообитание — на дюнных песках, в песчаных степях и полупустынях, сухих борах, зарослях степных караган.
В мире: Украина, Средняя Азия, Западный Китай и Западная Монголия, север США, Новая Зеландия.
В России: юго-западные регионы (Средний и Нижний Дон), Нижнее Поволжье, Прикавказье, Сибирь — Тюменская, Курганская области, Республика Алтай, Красноярский край, Хакасия, Тува, Бурятия.

## Химический состав
| Фаза           | Содержание в % | Содержание в % | Содержание в % | Содержание в % | Содержание в % | Содержание в % | Содержание в % | Содержание в % | Содержание в % | Содержание в % | Содержание в % |
| Фаза           | Зола           | N              | Si             | P              | Cl             | Fe             | Mn             | Ca             | Mg             | K              | Na             |
| -------------- | -------------- | -------------- | -------------- | -------------- | -------------- | -------------- | -------------- | -------------- | -------------- | -------------- | -------------- |
| Выход в трубку | 7,5            | 1,69           | 1,94           | 0,49           | 0,67           | 0,03           | 0,06           | 0,44           | 0,10           | 3,20           | 0,79           |
| Зрелость       | 6,08           | 1,08           | 2,35           | 0,25           | 0,52           | 0,04           | 0,04           | 0,58           | 0,09           | 2,09           | 0,60           |

В опытах с овцами коэффициент переваримости белка составил 90,7 %, жира 81,2 %. На 100 кг зерна (в абсолютно сухом состоянии) приходилось 11,5 кг переваримого белка и 80,0 кормовых единиц.

## Значение и применение
Кормовое значение невысоко. На пастбище поедается домашними скотом только на ранних стадиях — до колошения. Позднее листья и стебли сильно грубеют и поедаются плохо. Листья и молодые стебли поедаются кроликами весной удовлетворительно, летом хуже и осенью почти не поедаются. Сено скошенное на ранних фазах вегетации получается грубым и низкого качества. Поедается всеми видами животных, лучше других верблюдами и рогатым скотом. Остатки или непоедаемая часть его может достигать 35—40 %. 
Семена имеют ценность. Урожайность с гектара может достигать  2,5—3,5 центнеров, а при выдающимся урожае до 1 тонны на гектар. Зерновки состоят на 21,8 % из клетчатки, 13,4 % белка, БЭВ основном состоят из главным образом крахмала на 52 % и 3 % жира, 8,4—9% золы. По содержанию белка и клейковины зерно превосходит ячмень и мягкую пшеницу. В опытах по скармливанию семян с добавлением ржаной муки свиньям показал, что  едят они корм не охотно, жира не нагуливают, мясо не отличается высокими вкусовыми качествами. Скармливание лошадям семян способно лишь поддерживать их в теле, лошади поедают не охотно. Куры семена не едят. Иногда собирается населением для приготовление муки или каши. 
Волоснец кистистый нередко разводят для закрепления песков.
Из зёрен можно приготовлять муку.

## Синонимика

### Синонимы научного латинского названия
По данным The Plant List на 2010 год, в синонимику вида входят:
- Elymus arenarius S.G.Gmel. nom. inval.
- Elymus arenarius var. giganteus (Vahl) Schmalh.
- Elymus arenarius subsp. sabulosus (M.Bieb.) Beldie
- Elymus arenarius var. sabulosus (M.Bieb.) Schmalh.
- Elymus attenuatus (Griseb.) K.Richt.
- Elymus giganteus Vahl
- Elymus giganteus var. attenuatus Griseb.
- Elymus giganteus f. attenuatus Griseb.
- Elymus giganteus var. crassinervius Kar. & Kir.
- Elymus giganteus f. crassinervius Kar. & Kir.
- Elymus giganteus var. cylindraceus Roshev.
- Elymus giganteus var. sabulosus (M.Bieb.) Hack.
- Elymus macrostachys Spreng.
- Elymus mexicanus Cav.
- Elymus racemosus Lam.
- Elymus racemosus var. sabulosus (M.Bieb.) Bowden
- Elymus sabulosus M.Bieb.
- Elymus sabulosus var. depauperatus Bornm.
- Hordeum giganteum (Vahl) Raspail
- Leymus giganteus (Vahl) Pilg.
- Leymus racemosus subsp. crassinervius (Kar. & Kir.) Tzvelev
- Leymus racemosus subsp. depauperatus (Bornm.) Soják
- Leymus racemosus subsp. klokovii Tzvelev
- Leymus racemosus subsp. sabulosus (M.Bieb.) Tzvelev
- Leymus sabulosus (M.Bieb.) Tzvelev
- Triticum sabulosum (M.Bieb.) F.Herm.

### Синонимы русского названия
В русском языке приняты следующие синонимы: Колосняк толстожильчатый, Волоснец гигантский, Волоснец кистецветный, Колосняк гигантский, Колосняк кистевидный, Колосняк кистевой, Колосняк кистецветный, Колосняк кистистый. Ограниченно распространённые (не являющиеся научными) названия — Кияк, Песчаный камыш, Песчаный овёс.

## Охранный статус

### В России
В России вид входит в Красные книги Новосибирской и Ульяновской областей, а также республики Башкортостан.
Растёт на территории нескольких особо охраняемых природных территорий России.

### На Украине
Решением Луганского областного совета № 32/21 от 03.12.2009 г. входит в «Список регионально редких растений Луганской области».